# Castel San Giorgio
Castel San Giorgio is een gemeente in de Italiaanse provincie Salerno (regio Campanië) en telt 13.087 inwoners (31-12-2004). De oppervlakte bedraagt 13,6 km², de bevolkingsdichtheid is 972 inwoners per km².
De volgende frazioni maken deel uit van de gemeente: Aiello, Campomanfoli, Cortedomini, Santa Croce, Santa Maria a Favore, Torello, Trivio Codola, Lanzara, Fimiani.

## Demografie
Castel San Giorgio telt ongeveer 4191 huishoudens. Het aantal inwoners steeg in de periode 1991-2001 met 13,5% volgens cijfers uit de tienjaarlijkse volkstellingen van ISTAT.
| Jaar | Inwoneraantal |
| ---- | ------------- |
| 1991 | 11.347        |
| 2001 | 12.879        |

## Geografie
Castel San Giorgio grenst aan de volgende gemeenten: Mercato San Severino, Nocera Inferiore, Roccapiemonte, Sarno, Siano.